# Steeve Laffont
Steeve Laffont (Perpignano, 10 novembre 1975) è un chitarrista francese.

## Biografia
Steeve Laffont nasce da una famiglia Sinti piemontes, riceve la sua prima chitarra all'età di 6 anni. Ha imparato a suonare la chitarra da autodidatta osservando gli zii e i cugini durante le serate musicali, senza alcuna nozione di teoria musicale, ha creato un proprio linguaggio. Il suo stile musicale si basa sugli standard di Django Reinhardt lasciati in eredità dalla tradizione dei musicisti popoli romaní per muoversi verso una fusione di generi senza precedenti nel mondo della chitarra gipsy.

## Carriera
Tra i ritmi del jazz  e del jazz manouche ed esplorando numerosi territori musicali, Steeve Laffont ha pubblicato 7 album.
Dal 2011, anno in cui ha ricevuto il Grand Prix du Hot Club de France per il suo primo album solista, For Jess, pubblicato nel 2009. Laffont ha suonato in locali come l'Olympia, La Cigale e l'Alhambra di Parigi e ha partecipato in festival come Jazz in Marciac, Django Reinhardt festival a Samois sur Seine, Jazzellerault, les Internationales de la guitare, Jazz à Toulon, Parfums de Jazz, Jazz dans les vignes, Jazz en Comminges e Jazz in Arles.

## Discografia
- 2009 – Swing for Jess
- 2011 – Live in Marciac
- 2012 – New quintet
- 2016 – Enamoromaï
- 2019 – Night in Corsica